# Грабовець (Тернопільський район)

Грабове́ць —  село в Україні, у Великогаївській сільській громадіТернопільського району Тернопільської області. Від вересня 2015 року ввійшло у склад Великогаївської сільської громади. Старостинський округ включає села Грабовець та Білоскірку. Розташоване на річці Гнізна в центрі району.
Населення — 850 осіб (2002).

## Географія
У селі річка Вільха впадає у річку Гнізну.

## Історія
Найдавніша згадка про село Грабовець сягає кінця XVII століття. За переказами, на цьому місці було невелике поселення, жителі якого проживали в грабовому лісі — таким чином охороняли сусіднє містечко Баворів від набігів татар. Та, після зруйнування татарами Баворова велика частина його жителів переселилася до Грабівця. Так з'явилося село Грабовець.
Перша писемна згадка про Грабовець зафіксована у 1785 році у Йосифінській метриці.
У 1874 в центрі поставлено пам'ятний хрест на честь скасування панщини, а пізніше, у 1881 році було поставлено дерев'яну церкву, яка невдовзі згоріла. На цьому ж місці місцевий поміщик О. Созанський збудував кам'яну церкву Покрови Пресвятої Богородиці (1887—1906 рр). Першим священиком грабовецької церкви був Ян Білінський.
1897 рік- споруджено фігуру-оберіг «Для захисту від стихійних лих» за сприяння грабівчана Стефана Бобрівця. В комуністичні часи фігуру було пошкоджено, та жителі Грабівця відновили її. Цього ж року було встановлено пам'ятний хрест Тверезості.
У 1927 році скульптор з Товстолуга Микола Назарко виготовив пам'ятник Борцям за волю України. Кошти на спорудження вислав житель села Іван Вишньовский, що перебував в Америці на заробітках. Польська влада не дозволила встановити його, лише за ініціативи Івана Березовського у 1941 році пам'ятник встановили. Завдяки цьому ж І. Вишньовскому у 1936 році було споруджено Український Народний дім.
1 серпня 1934 року в рамках реформи на підставі нового закону про самоуправління (23 березня 1933 року) увійшло до нової сільської гміни Баворів (Тернопільський повіт Тернопільського воєводства).
Під час німецької окупації з червня 1942 до липня 1943 року в селі діяв табір примусової праці для євреїв. 
В травні 1944 р. було створено Грабовецьку МТС. Першим її директором був призначений Іван Горобівський. На цей час підприємство нараховувало 34 працівники. В червні 1958 року МТС була реорганізована в ремонтно-тракторну станцію (РТС) із числом працюючих 71 осіб. В травні 1961 р. РТС перейменовано на Тернопільське районне відділення «Сільгосптехніка», яке розмістилося у Великих Бірках, а в квітні 1964 р. розпочало роботу. З листопада 1995 р. підприємство реорганізовано у ВАТ «Агропромтехніка».
До середини липня 1945 р. в районі Грабівця діяла боївка «Хіроман» чисельністю 7 осіб.
Пам'ятник Воїнам-односельцям, полеглим у німецько-радянській війні споруджено у 1975 році на кошти місцевого колгоспу «Комунар» на чолі з Котко В. А. Час і негода пошкодили його, і саме зараз проводиться реставрація цієї архітектурної споруди. Досі не відома дата встановлення пам'ятки «Молода Україна». Відомо лише те, що «кам'яна жінка з вінком у руці» була закопана під час Другої світової війни. А реставровано і встановлено у 1990 біля церкви. Панська будівля, або як кажуть жителі села «палаци» була збудована у 1891 році для польського поміщика Грабовського. Після 1920 року будинок як і всі навколишні землі належали польській Академії наук. За комуністичної влади приміщення використовувалось під школу, колгоспну контору та сільську раду. З 2005 року приміщення не використовується. Нове приміщення Грабовецької ЗОШ І-ІІ ст. (сьогодні НВК «Загальноосвітня школа І-ІІ ступенів — ДНЗ с. Грабовець») було збудоване у 1987 р. Зараз у селі працює школа (навчально-виховний комплекс, який об'єднує школу І-ІІ ступенів та заклад дошкільної освіти), бібліотека, клуб, ФАП (пункт сімейного лікаря), крамниці.
12 червня 2020 року, відповідно до розпорядження Кабінету Міністрів України № 724-р «Про визначення адміністративних центрів та затвердження територій територіальних громад Тернопільської області» увійшло до складу Великогаївської сільської громади.
19 липня 2020 року, в результаті адміністративно-територіальної реформи та ліквідації Тернопільського району, село увійшло до складу новоутвореного Тернопільського району.
На околиці села пам'ятка розташована місцевого значення — відслонення нижнього девону площею 0,7 га, яка взята під охорону держави у 1994 р.
Село розташоване за 17 км від Тернополя і за 6 км від найближчої залізничної станції Прошова. Півколом огортає Грабовець річка Гнізна.
Кількість жителів за даними перепису (2001 р.) становила 816 осіб, а у 2002 р. — 850 осіб.

## Релігія
У селі є парафія Покрови Пресвятої Богородиці УГКЦ Великобірківського деканату Тернопільсько-Зборівської архієпархії Тернопільсько-Зборівської митрополії.

## Населення
Згідно з переписом УРСР 1989 року чисельність наявного населення села становила 846 осіб, з яких 384 чоловіки та 462 жінки.
За переписом населення України 2001 року в селі мешкало 847 осіб. У 2012 році в селі мешкало 825 осіб, усі — греко-католики.

### Мова
Розподіл населення за рідною мовою за даними перепису 2001 року:
| Мова       | Відсоток |
| ---------- | -------- |
| українська | 99,76 %  |
| російська  | 0,24 %   |

## Пам'ятки
Встановлено пам'ятні хрести:
- на честь скасування панщини (1874) і
- тверезості (1897).

Споруджено пам'ятники:
- воїнам-односельцям, полеглим у німецько-радянській війні (1975),
- Борцям за волю України (1927; відновлено 1990).

## Соціальна сфера
Діють загальноосвітня школа І-ІІ ступенів, бібліотека.

## Відомі люди

### Народилися
- Орест Березовський (нар. 1941) — український лікар, науковець, літератор, громадський діяч.

### Проживали
- Борис Щавурський (нар. 1963) — поет, член Національної спілки письменників України (1994), автор книжок: «Мідяки», «…Правий берег сумної ріки», численних публікацій у періодиці[11].

## Галерея

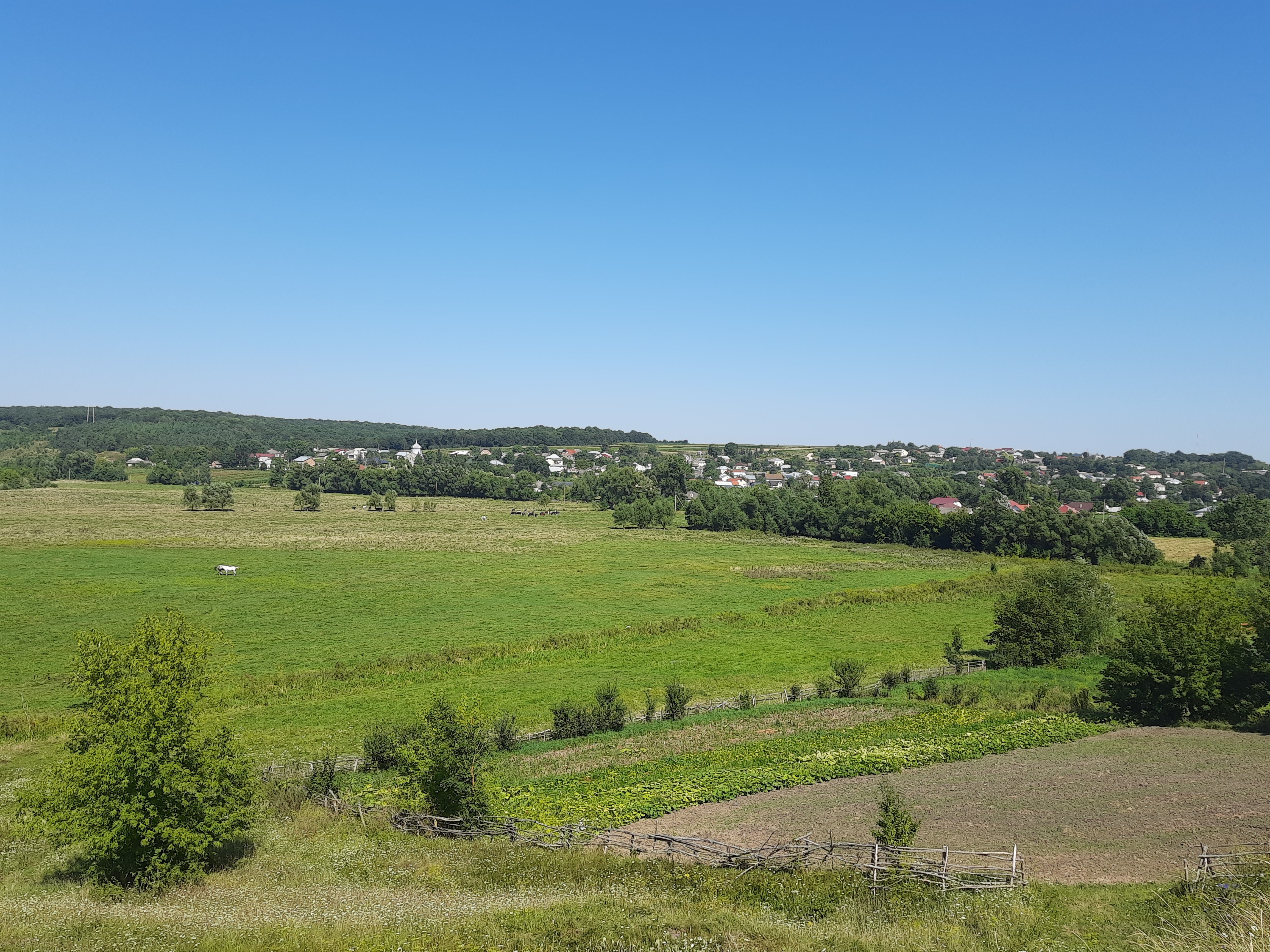
Вигляд на село з пагорба
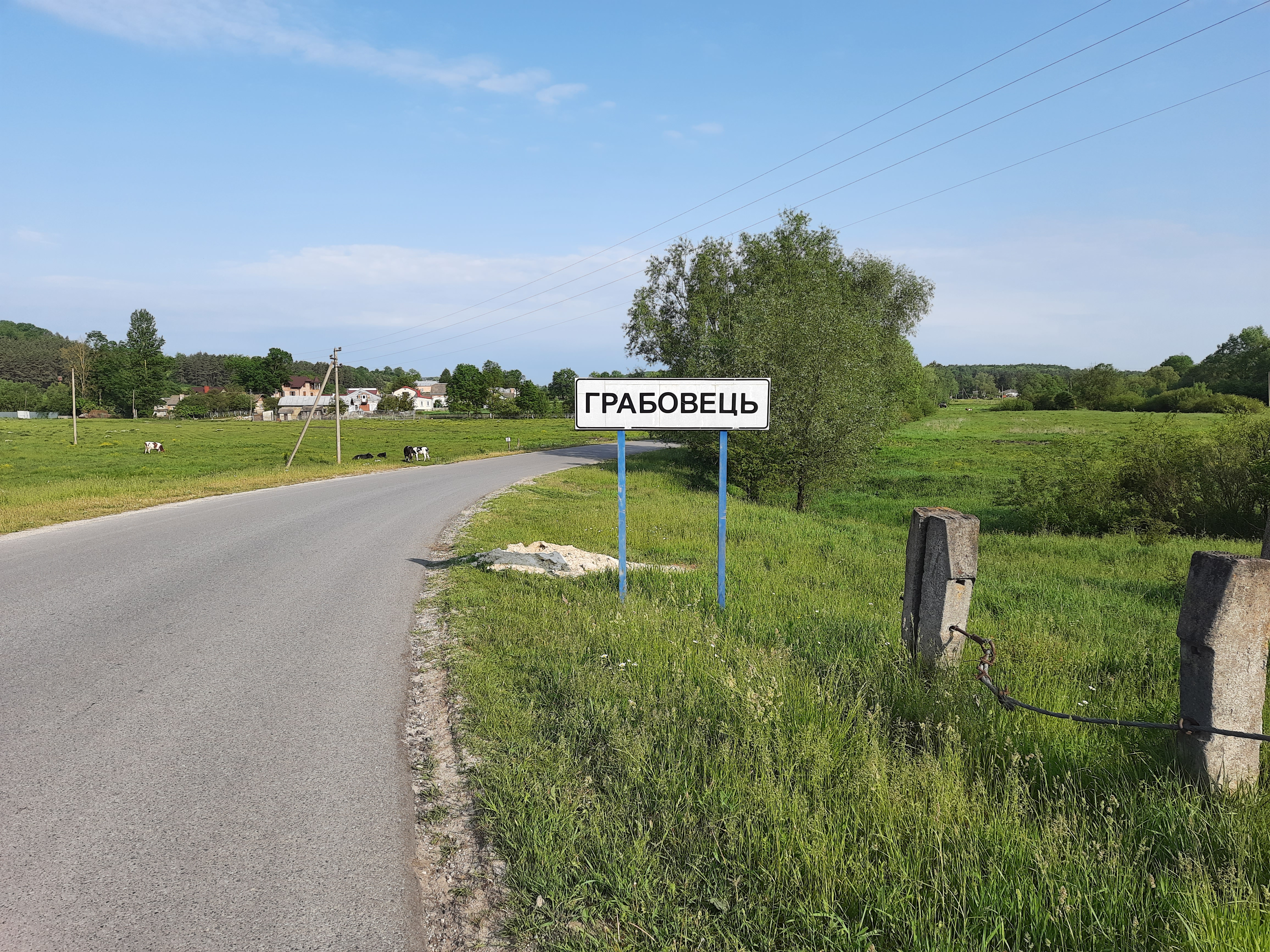
Дорожній знак при в'їзді в село
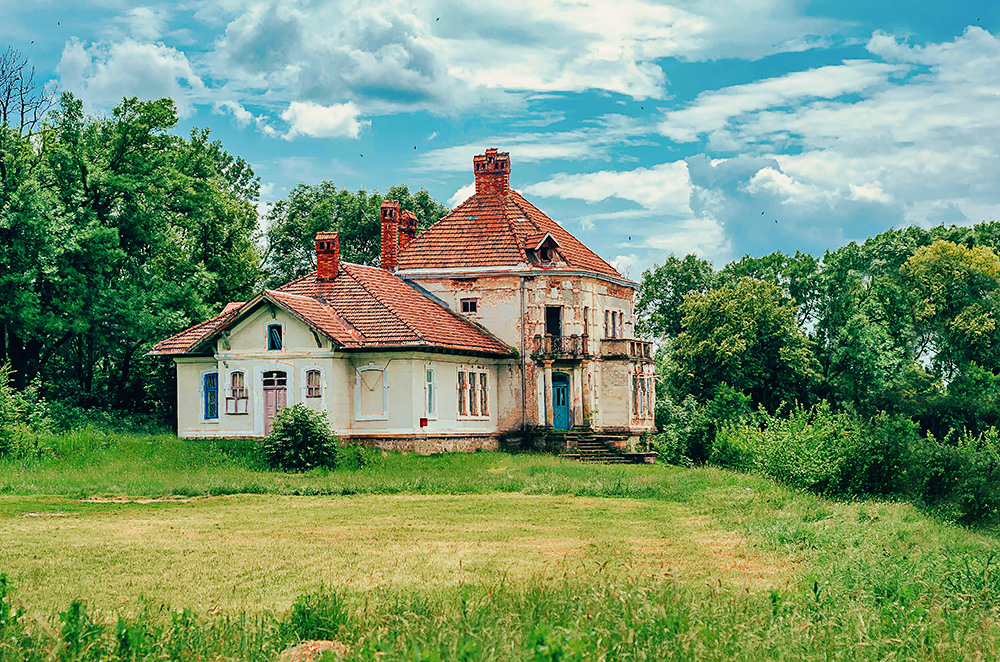
Маєток Созанських
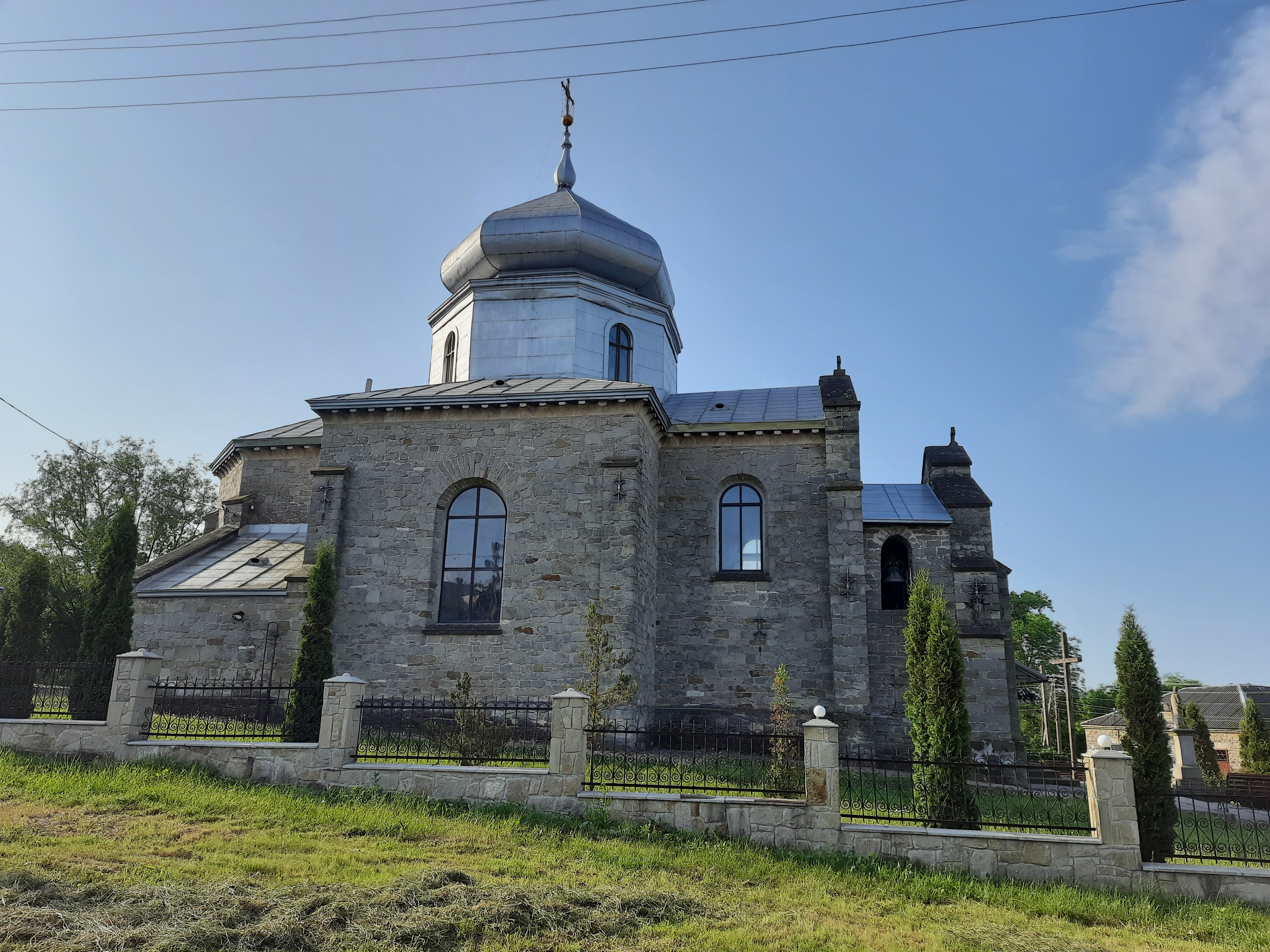
Церква Покрови Пресвятої Богородиці
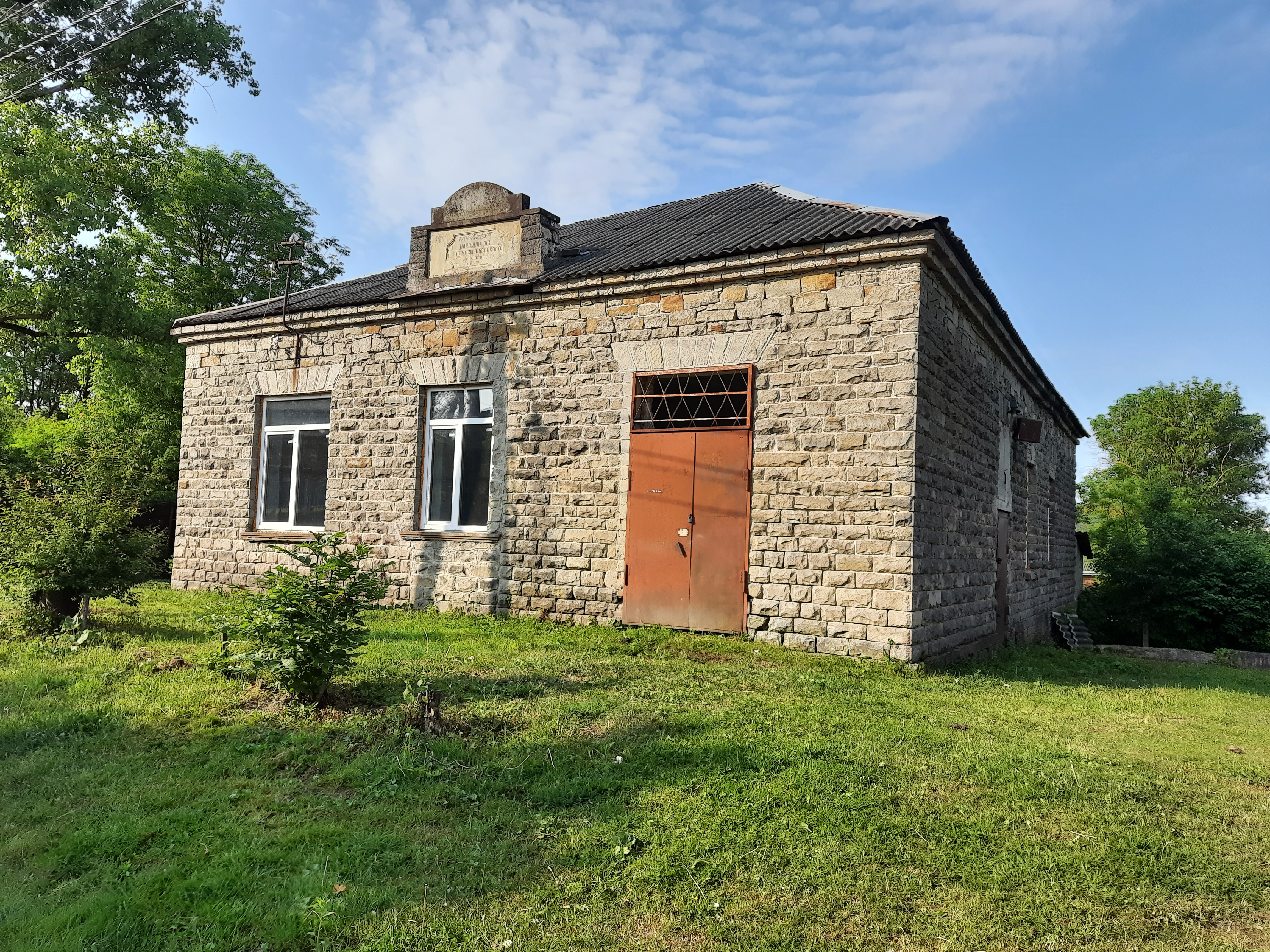
Народний дім
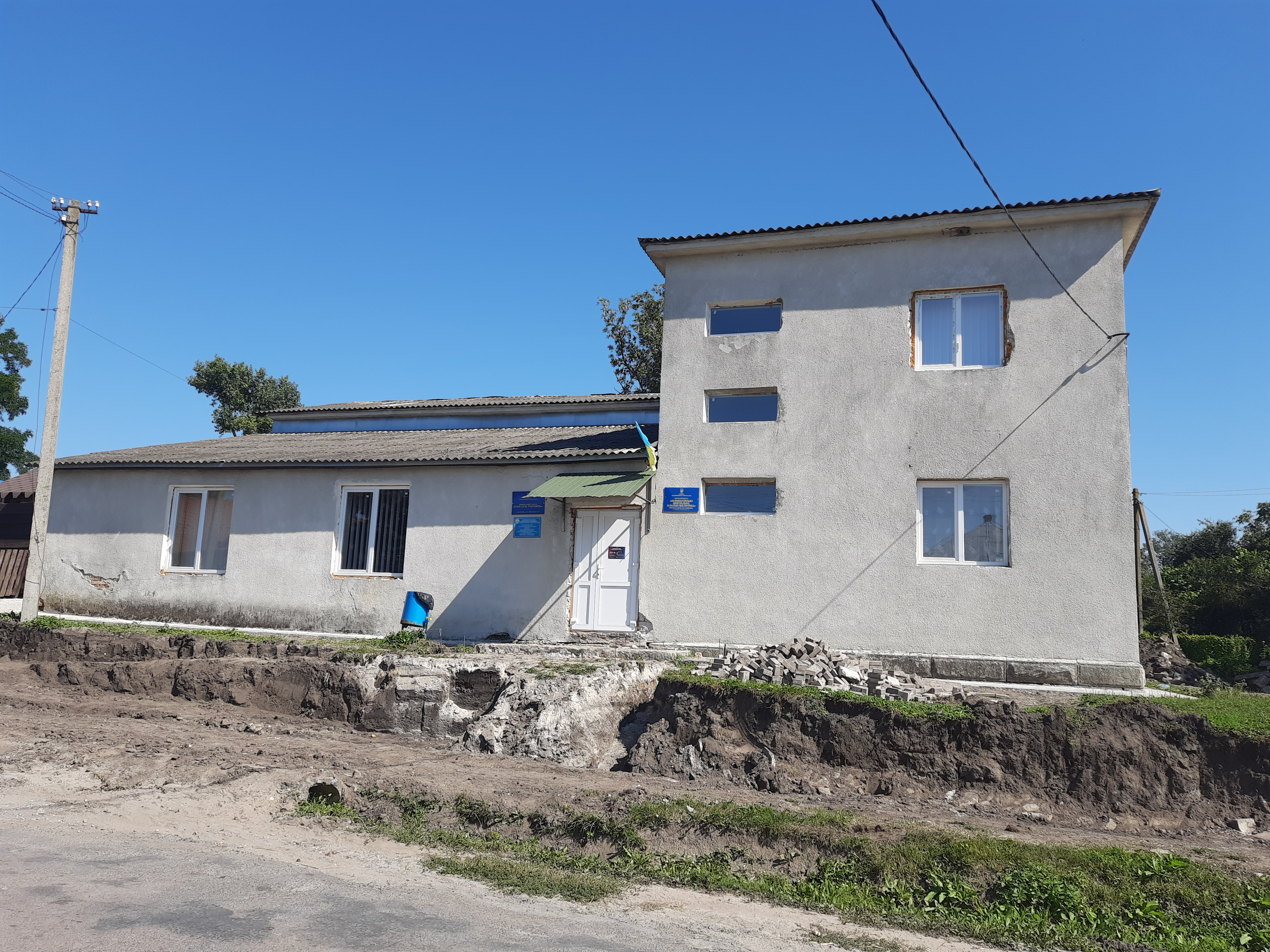
Клуб
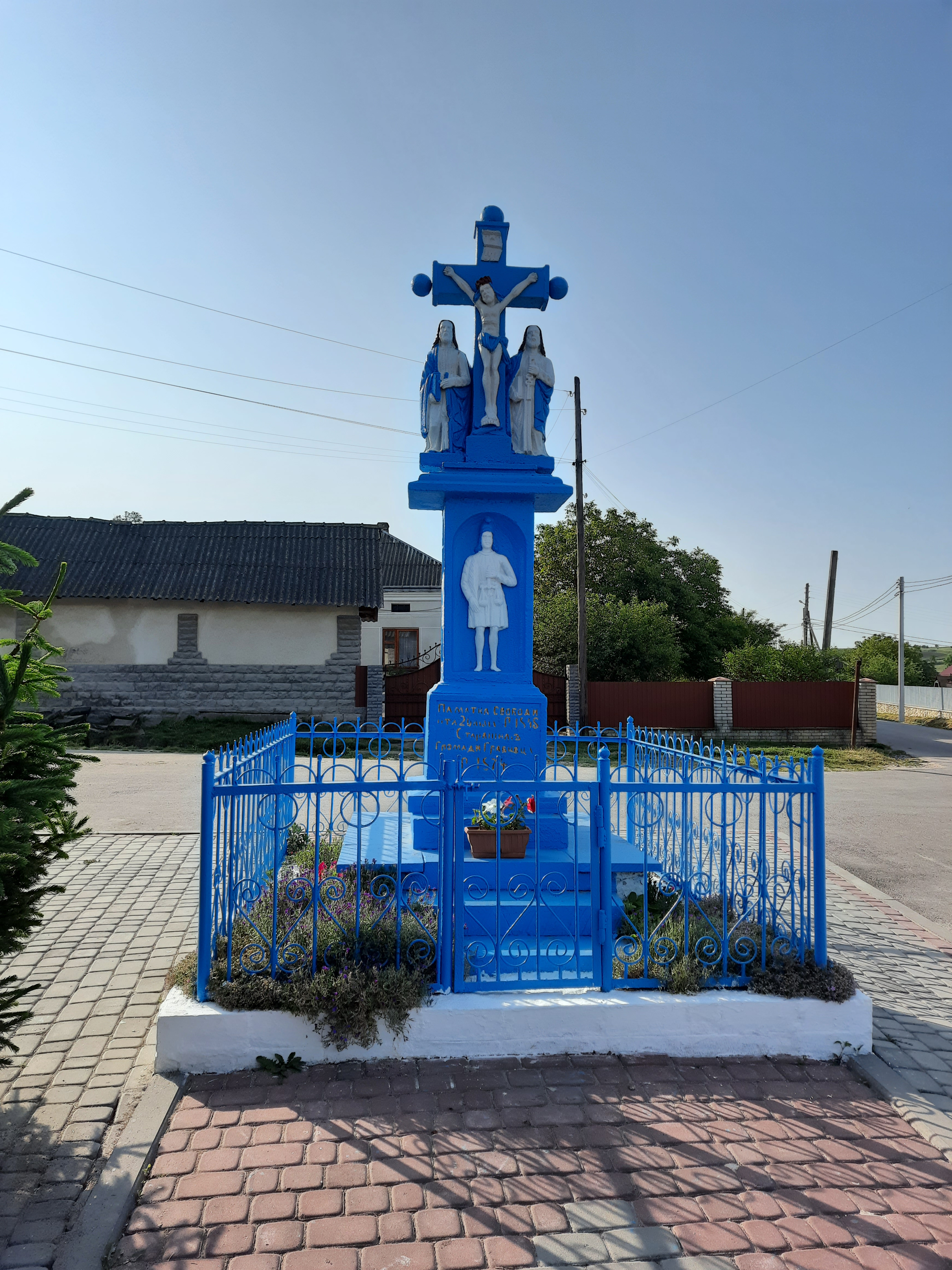
Пам'ятний знак з нагоди скасування панщини.
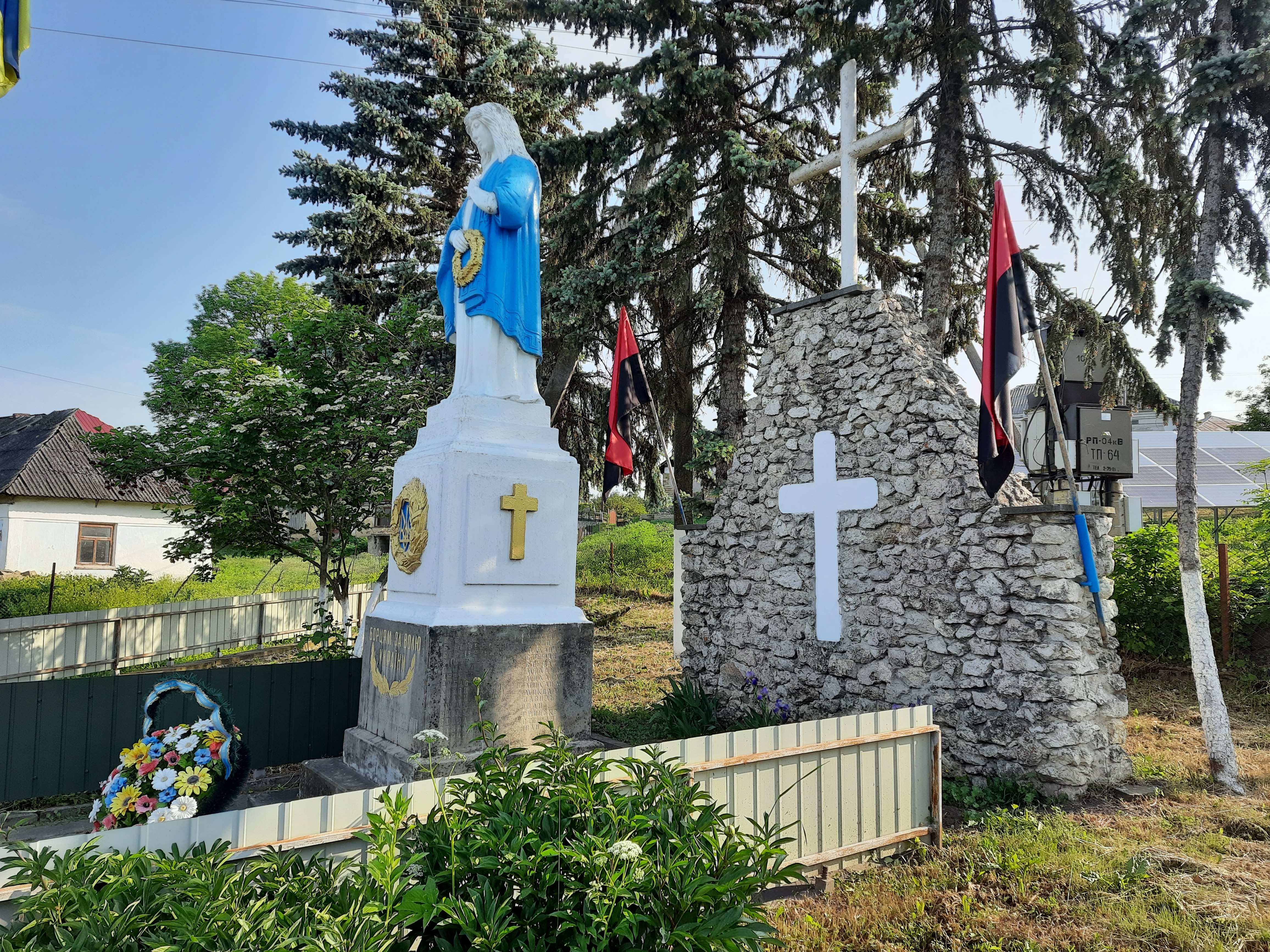
Пам'ятний знак Борцям за волю України
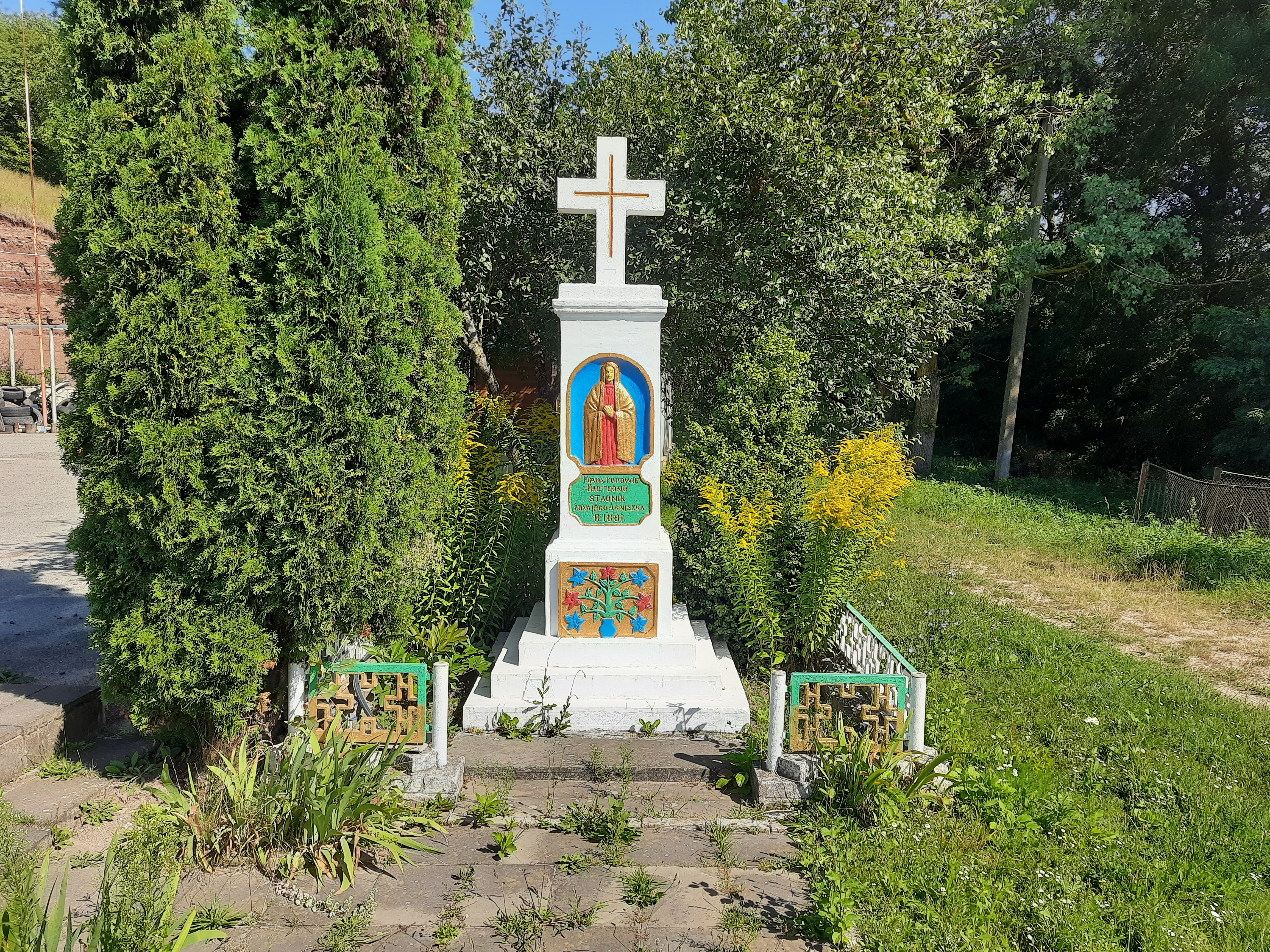
Пам'ятний хрест
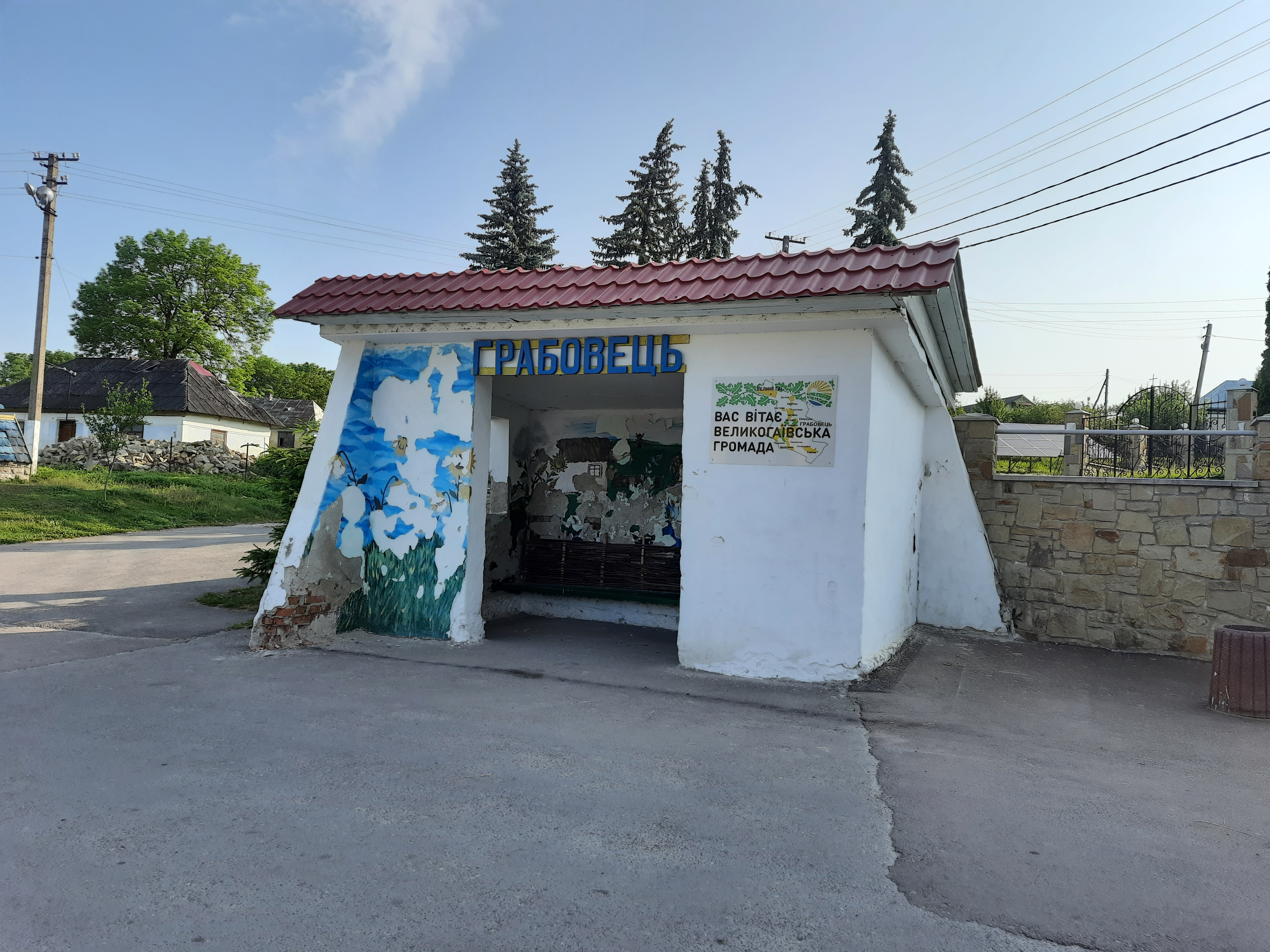
Автобусна зупинка
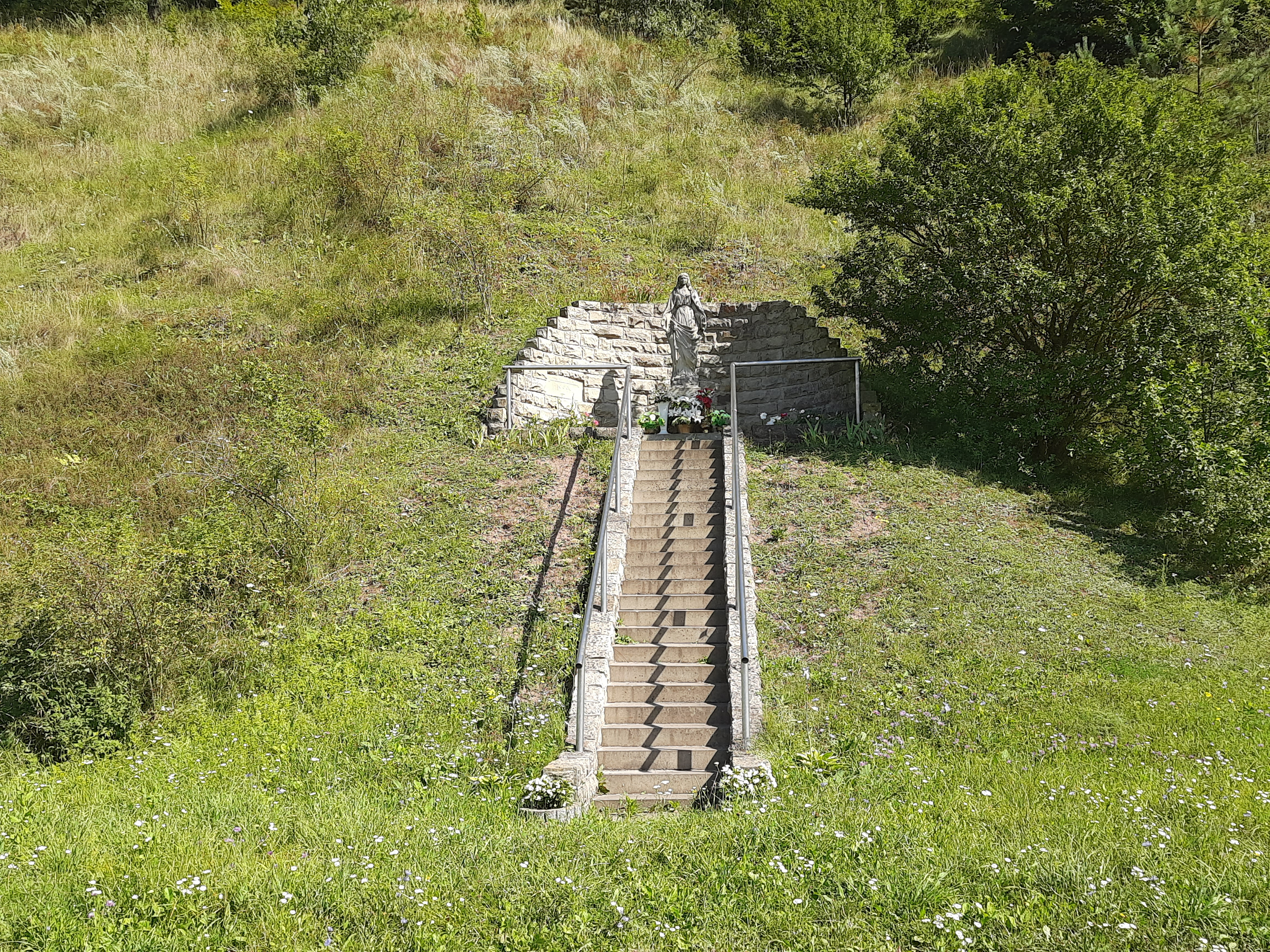
Статуя Божої Матері на околиці села
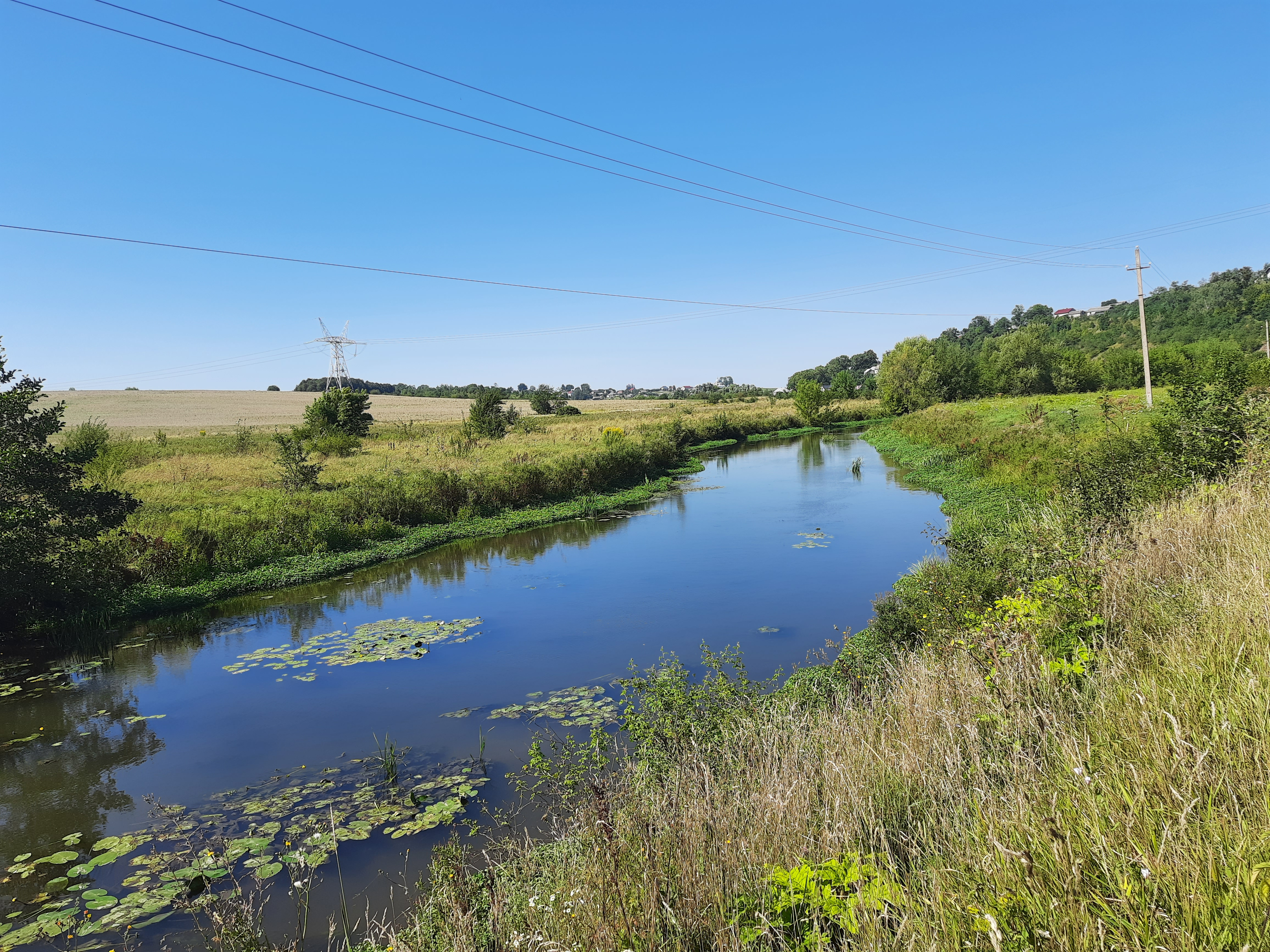
Річка Гнізна біля села
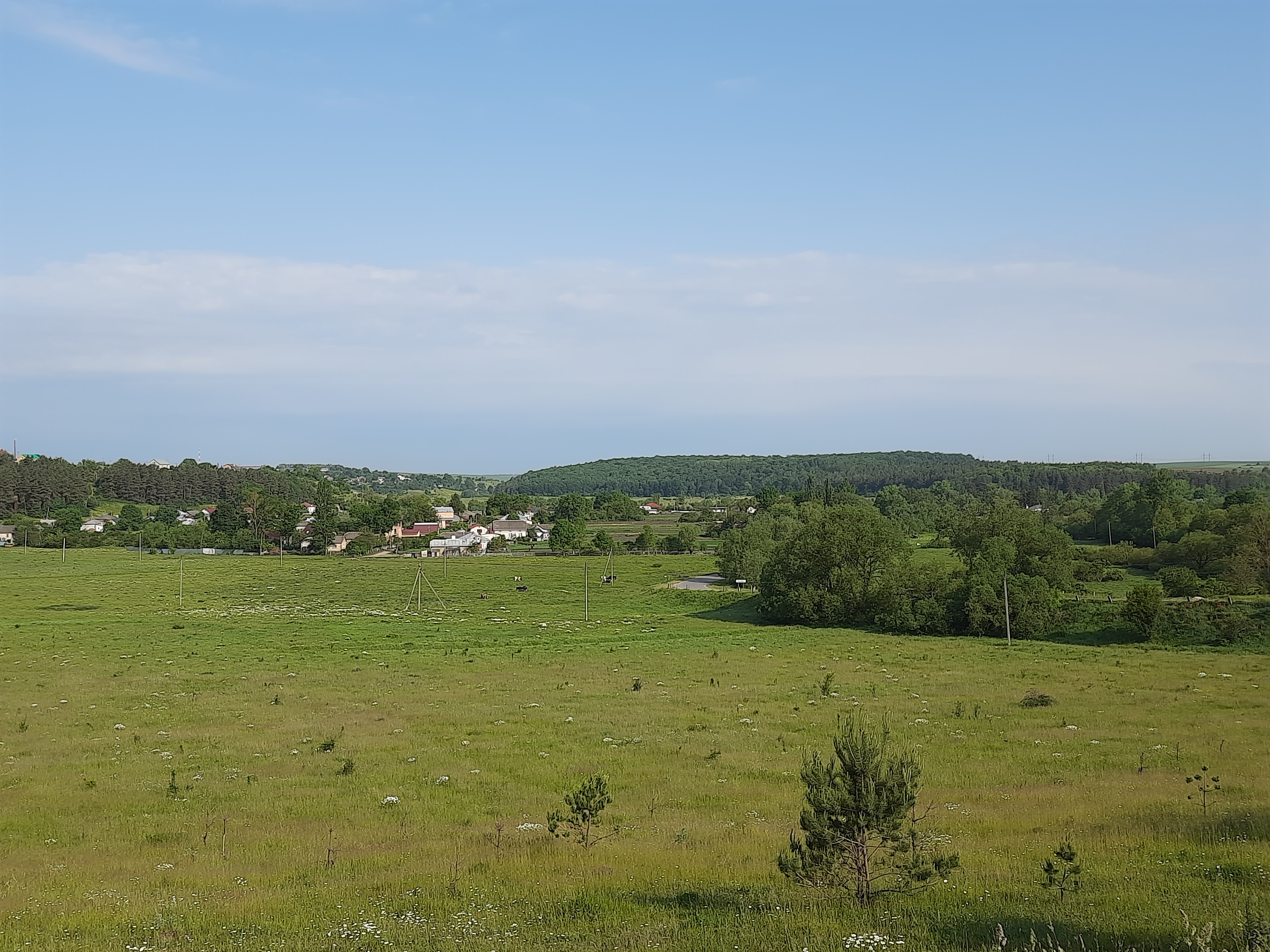
Краєвид біля села